# Münchens olympiapark

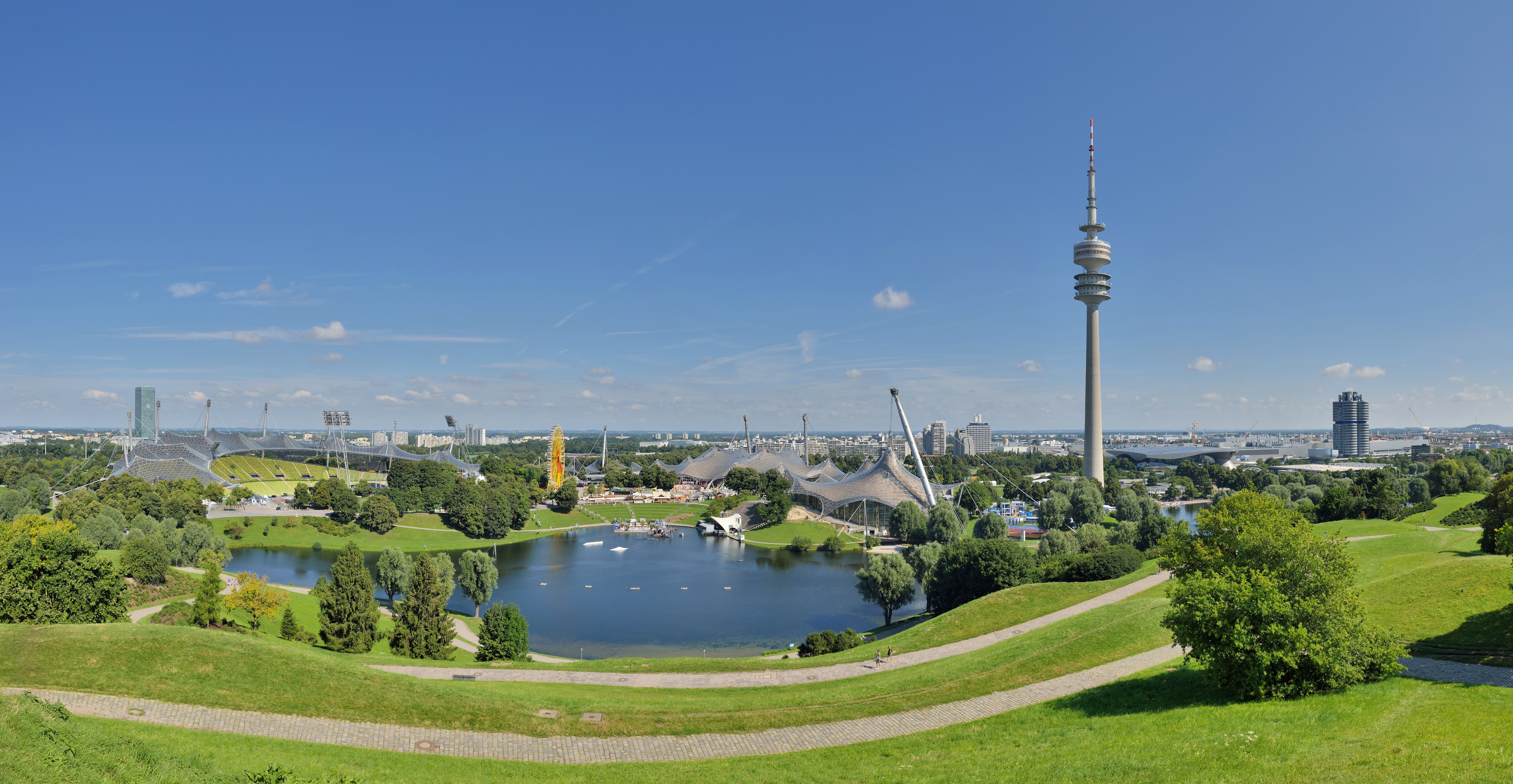
Olympiapark München

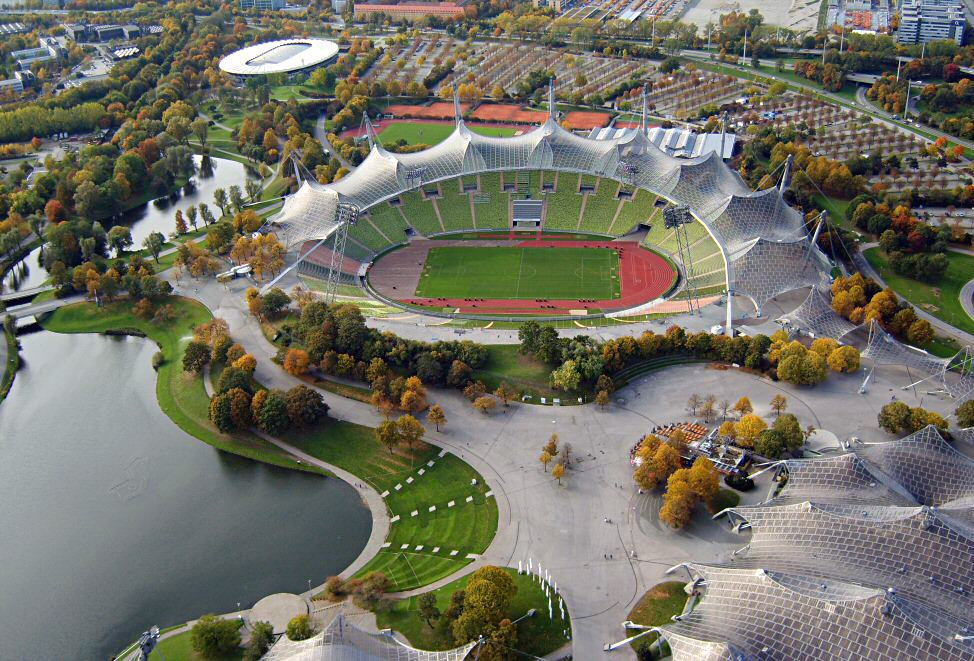
Olympiastadion i Olympiapark München

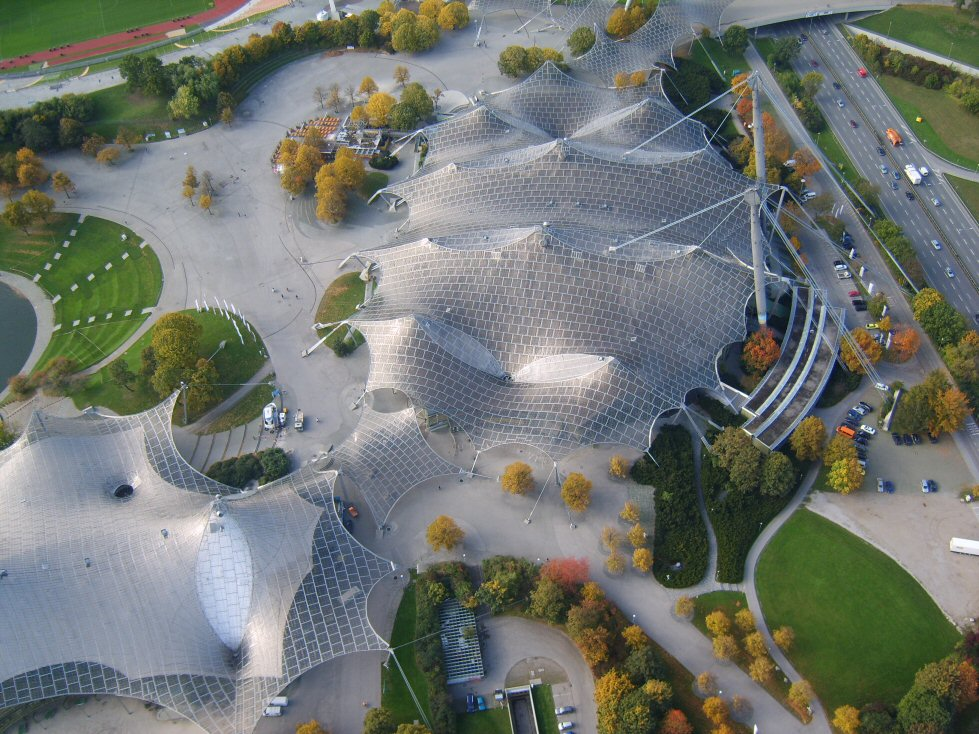
Olympiahalle i Olympiapark München

Münchens olympiapark, Olympiapark i München är en park för sport och aktiviteter samt en välkänd turistattraktion som ligger i Oberwiesenfeld i München. Platsen där de Olympiska sommarspelen 1972 hölls. Parken består av en rad olika arenor, träningshallar samt grönområden. Under 2006 hade parken 5,1 miljoner besökare. Sedan OS 1972 har totalt 30 världsmästerskap, 12 europeiska mästerskap samt 91 tyska mästerskap hållits i någon av parkens olika arenor.
Olympiapark kallas hela området som innefattar de olika olympiska anläggningarna. Det består av fyra olika områden:
- Olympiagelände: består av Münchens Olympiastadion, Olympiahallen och Olympiatornet
- Olympisches Dorf, Olympiabyn som var uppdelad mellan män och kvinnor
- Olympia Pressestadt, idag bostadsområde
- Olympiapark: ligger söder om Olympiagelände med Olympiaberg och Olympiasee

## Parken i detalj
Olympiaparken består av följande byggnader/områden.

### Olympiastadion
Se Münchens Olympiastadion

### Olympic swimming center
Är en simhall där sim- och vattentävlingarna hölls i OS. Här tog Mark Spitz 7 OS-guld. Simhallen består av 5 bassänger, 200m² bastu, 5 hopptorn och trampoliner och gym.

### Olympiahalle
Olympiahallen är en sport- och aktivitetshall som ligger nordöst om Olympiastadion. Hallen har 12 597 sittplatser. Hallen har bland annat stått värd för VM i ishockey, VM i konståkning, EM i friidrott inomhus, VM i styrkelyft, EM i basket och Davis Cup. I hallen hålls även konserter; den svenska popgruppen Abba uppträdde här under sin världsturné 1979.

### Kleine Olympiahalle
Lilla olympiahallen kan ta upp till 1 000 sittande åskådare.

### Olympia-Eissportzentrum
Är hemmaarena för hockeylaget EHC München och tar 6 262 åskådare. Hallen innehåller även en träningshall för konståkning och fyra planer för inomhusfotboll.

### Olympiaturm
Olympiatornet är ett 291,28 m högt torn där man har utsikt över Alperna. Tornet är en av Europas högsta byggnader och har en utsiktsplats på 190 m höjd. Det finns även en restaurang i tornet.

### Olympia-Regattastrecke
Här hölls rodd- och kanottävlingarna under OS 1972. Under 2007 hölls här VM i rodd.

### Werner-von-Linde-Halle
Är en träningsanläggning för friidrott. Man kan nå olympiastadion genom en tunnel.

### Olympia-Tennisanlage
Här finns totalt 14 tennisbanor med grus. 

### Walk of stars
Sedan 2003 får kända personer lämna sina hand- och fotavtryck i betong, Howard Carpendale var den förste och sedan har 30-talet kända personer lämnat sina handavtryck, bland andra Tom Jones och Shania Twain.